# Droga wojewódzka nr 468
Droga wojewódzka nr 468 (DW468) – droga wojewódzka wprowadzona w lipcu 2005 roku, przebiegająca od śródmieścia Gdańska, przez Sopot, Gdynię, Rumię, Redę, Wejherowo do węzła Bożepole Wielkie na drodze ekspresowej S6.
Droga ta w przeszłości nosiła wiele oznaczeń – m.in. w latach 90. jej część z centrum Gdańska do Wrzeszcza była oznaczona jako DK7, a pozostała część jako DK27.

## Wydłużenie przebiegu
W konsekwencji otwarcia drogi ekspresowej S6 na odcinku w. Bożepole Wielkie - w. Gdynia Wielki Kack droga krajowa nr 6 na odcinku od  w. Bożepole Wielkie do w. Gdynia Chylonia pozbawiona została swojej dotychczasowej kategorii. W związku z tym ten 37-kilometrowy fragment drogi został włączony do przebiegu DW468. Całkowita długość DW468 wzrosła z 26,4 km do 63,4 km.